# Kymco
Kwang Yang Motor Company (KYMCO), es la primera marca de motocicletas de Taiwán.
Está ubicada en la ciudad portuaria Kaohsiung, al sur de Taiwán, aunque también cuenta con cinco fábricas en China y una en Indonesia. Dispone de fabricación completa de motores, chasis, componentes, cadena de montaje, almacén y distribución.
Esta empresa taiwanesa fue fundada en 1963 para hacer piezas para Honda. La compañía construyó su primer scooter completo en 1970 y comenzó a comercializar en el marco de "Kymco", nombre de marca en 1992. La sede social de Kymco y la fábrica principal se encuentran en Kaohsiung, Taiwán. La empresa tiene aproximadamente 7000 empleados y produce más de 480 000 vehículos al año. La compañía tiene fábricas de producción de ultramar en Yakarta (Indonesia), Shanghái, Changsha y Chengdu (China).
La marca está principalmente dirigida a la fabricación de scooters (desde ciclomotores hasta 500 cc), de gran aceptación en países orientales, aunque también fabrica otro tipo de motocicletas; en España además de scooters distribuye motocicletas tipo custom (hasta 250 cc) y quads (hasta 700 cc).
Algunos modelos: Scout, Vitality, Bet&Win, People, Xciting, Zing, Venox, Grand Dink, Super Dink.

## SCOOTER Y UNDERBONE
50cc: Scout - People s50-2T
50cc: Scout - Vitality
50cc: Scout -  yup 50
50cc: Scout - Agility 50
100cc: Top Boy 2T

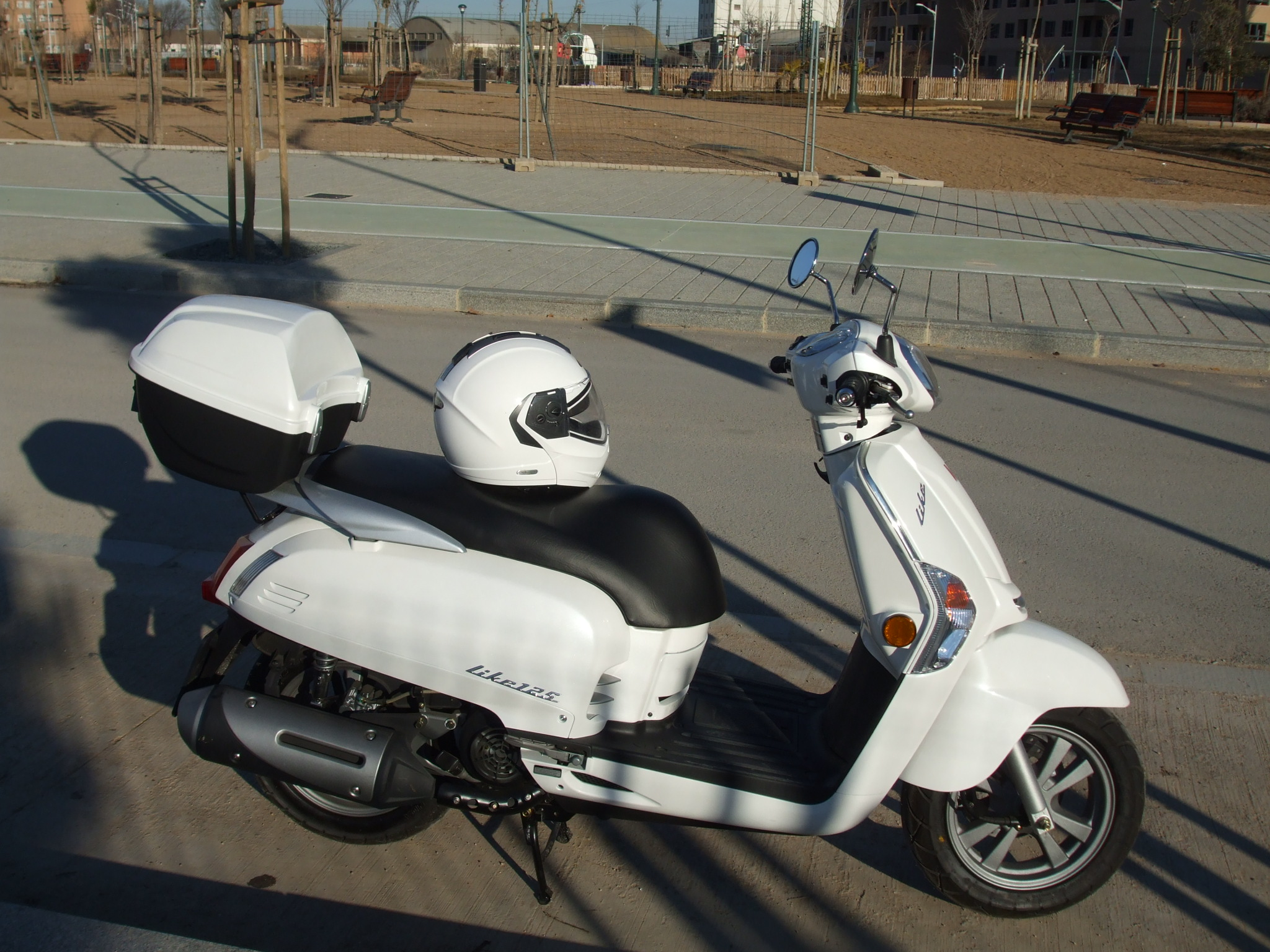
Like 125

125cc: Scout - Agility 125, Like 125, Kymco Grand Dink, Super Dink, K-XCT, People S, People GTi, Yager GT 125, Movie 125 XL, Agility city Kimco Visar 110 y 125 . 
250cc: Scout - xciting, bet and win, People S Gran Dink, Yup.
300cc: Scout - Super Dink 300, K-XCT
350cc: Super Dink 350i
400cc: Scout - Xciting 400, Xciting 400i y Xciting S 400.
500cc: Scout - xciting
550cc: Scout - AK 550
50cc/100cc: Scout - TopBoy (Cobra en Europa)
550cc: Scout - AK Premium (2023)

## Custom
125cc: Zing II 
250cc: Venox

## Carretera
125cc: Quannon
150cc: Quannon

## Quads
Maxxer 50 y 90 infantiles, MXU 50, 150, 250, 300, 400, 500, Maxxer 300.
En 2013 llega a España el MXU 700i.